# Gypsophila melampoda
Gypsophila melampoda är en nejlikväxtart som beskrevs av Bienert och Pierre Edmond Boissier. Gypsophila melampoda ingår i släktet slöjor, och familjen nejlikväxter. Inga underarter finns listade i Catalogue of Life.